# Ecuadorvisrat
De ecuadorvisrat (Anotomys leander)  is een zoogdier uit de familie van de Cricetidae. De wetenschappelijke naam van de soort werd voor het eerst geldig gepubliceerd door Thomas in 1906.

## Voorkomen
De soort komt voor in Ecuador.